# Johannes Henricus J. Te Maarssen
Johannes Henricus J. Te Maarssen SVD (* 3. September 1933 in Groenlo, Provinz Gelderland, Niederlande) ist emeritierter Bischof von Kundiawa.

## Leben
Johannes Henricus J. Te Maarssen trat der Ordensgemeinschaft der Steyler Missionare bei und empfing am 31. Januar 1960 die Priesterweihe.
Papst Johannes Paul II. ernannte ihn am 10. Mai 2000 zum Bischof von Kundiawa. Die Bischofsweihe spendete ihm der Koadjutorerzbischof von Madang, Wilhelm Kurtz SVD, am 24. August desselben Jahres; Mitkonsekratoren waren Michael Meier SVD, Erzbischof von Mount Hagen, und Arnold Orowae, Weihbischof in Wabag.
Am 12. Januar 2009 nahm Papst Benedikt XVI. sein altersbedingtes Rücktrittsgesuch an.